# NGC 4991
NGC 4991 ist eine 14,7 mag helle spiralförmige Radiogalaxie vom Hubble-Typ Sb im Sternbild der Jungfrau. Sie ist schätzungsweise 760 Millionen Lichtjahre von der Milchstraße entfernt.
Sie wurde am 30. April 1864 von Albert Marth entdeckt.